# Troféu Inconfidência 2023
Il Troféu Inconfidência 2023 è stata la quarta edizione di questa coppa dello Stato brasiliano del Minas Gerais organizzata dalla FMF.
Il trofeo è stato vinto dal Tombense, al suo primo successo nella competizione dopo aver superato il Villa Nova nella doppia finale con il punteggio complessivo di 5-3.

## Formato
La competizione prevede quattro partecipanti ovvero i club classificatisi dal quinto all'ottavo posto della prima fase del Campionato Mineiro 2023. Il torneo si articola in semifinali e finale, entrambi con partite di andata e ritorno.

## Squadre partecipanti
|  | Tombense     |  | 5º classificato nel Campionato Mineiro 2023 |
|  | Villa Nova   |  | 6º classificato nel Campionato Mineiro 2023 |
|  | Democrata-GV |  | 7º classificato nel Campionato Mineiro 2023 |
|  | Pouso Alegre |  | 8º classificato nel Campionato Mineiro 2023 |

## Risultati

### Tabellone
|  | Semifinali | Semifinali   | Semifinali | Semifinali | Semifinali |  |  | Finale | Finale     | Finale | Finale | Finale |  |
|  |            |              |            |            |            |  |  |        |            |        |        |        |  |
|  | 5          | Tombense     | 2          | 0          | 2          |  |  |        |            |        |        |        |  |
|  | 8          | Pouso Alegre | 2          | 0          | 2          |  |  | 5      | Tombense   | 3      | 2      | 5      |  |
|  | 6          | Villa Nova   | 2          | 2          | 4          |  |  | 6      | Villa Nova | 2      | 1      | 3      |  |
|  | 7          | Democrata-GV | 0          | 0          | 0          |  |  |        |            |        |        |        |  |

### Semifinali

#### Risultati
| Squadra 1  | Totale | Squadra 2    | Andata | Ritorno |
| ---------- | ------ | ------------ | ------ | ------- |
| Tombense   | 2 - 2  | Pouso Alegre | 2 - 2  | 0 - 0   |
| Villa Nova | 4 - 0  | Democrata-GV | 2 - 0  | 2 - 0   |

##### Andata
| Arbitro: | Hieger Tulio Cardoso |

|                                       |           |                       |
| Geovane Meurer 32’ Paulo Henrique 66’ | Marcatori | 1’, 27’ Daniel Amorim |

| Arbitro: | José Alfredo Filho |

|  |           |                                |
|  | Marcatori | 26’ (rig.) Luan 90+9’ Breninho |

##### Ritorno
| Muriaé 18 marzo 2023, ore 18:00 UTC-3 ← andata | Tombense             | 0 – 0 (tot.: 2-2) referto | Pouso Alegre | Stadio Soares de Azevedo\| Arbitro: \| Hieger Tulio Cardoso \| |
| Arbitro:                                       | Hieger Tulio Cardoso |                           |              |                                                                |

| Arbitro: | José Alfredo Filho |

|                      |           |  |
| Luan 60’, 71’ (rig.) | Marcatori |  |

### Finale
La finale di andata si è svolta il 26 marzo 2023, mentre quella di ritorno il 1º aprile dello stesso anno.
| Squadra 1 | Totale | Squadra 2  | Andata | Ritorno |
| --------- | ------ | ---------- | ------ | ------- |
| Tombense  | 5 - 3  | Villa Nova | 2 - 1  | 3 - 2   |

#### Andata
| Arbitro: | Ronei Candido Alves |

|              |           |                              |
| Léo Reis 38’ | Marcatori | 7’ (rig.), 23’ Daniel Amorim |

| Villa Nova | Tombense |

##### Formazioni
| Villa Nova (4-5-1) |    |                   |     |       |
|                    |    |                   |     |       |
| P                  | 1  | Gabriel Parra     |     |       |
| D                  | 2  | Vitor Santos      |     | 85’   |
| D                  | 3  | Luizão            | 62’ |       |
| D                  | 4  | João Vitor        | 6’  | 45’   |
| D                  | 6  | Vinício           |     |       |
| C                  | 5  | Gabriel Santos    |     |       |
| C                  | 7  | Léo Reis          |     | 85’   |
| C                  | 8  | Alex Paulino      |     |       |
| C                  | 10 | Michel Borges     |     | 60’   |
| C                  | 11 | Dodô              |     | 90+8’ |
| A                  | 9  | Luan              |     |       |
| Sostituzioni:      |    |                   |     |       |
| P                  | 12 | Gabriel Maschieto |     |       |
| D                  | 13 | Santiago Sandoval |     | 90+8’ |
| D                  | 14 | Renan             |     |       |
| D                  | 15 | Thiago Balaio     |     |       |
| C                  | 16 | Cleiton Silva     |     | 45’   |
| C                  | 18 | Gabriel Oliveira  |     |       |
| C                  | 22 | Breninho          |     |       |
| C                  | 23 | Ruan Pablo        |     |       |
| A                  | 17 | Nycollas Júnior   |     | 85’   |
| A                  | 19 | Igor Oliveira     |     | 85’   |
| A                  | 20 | Wesley Hiago      |     |       |
| A                  | 21 | Eduardo Thomasel  |     | 60’   |
| Allenatore:        |    |                   |     |       |
| Cícero Júnior      |    |                   |     |       |

| Tombense (4-3-3) |    |                  |     |     |
|                  |    |                  |     |     |
| P                | 1  | Felipe Garcia    |     |     |
| D                | 2  | Kevin            |     |     |
| D                | 3  | Wesley           |     |     |
| D                | 4  | Roger Carvalho   |     |     |
| D                | 6  | Manoel           |     | 79’ |
| C                | 5  | Bruno Silva      | 40’ | 75’ |
| C                | 8  | Matheus Trindade |     |     |
| C                | 10 | Matheus Frizzo   |     |     |
| A                | 7  | Jáderson         |     | 75’ |
| A                | 11 | Alex Sandro      |     | 59’ |
| A                | 9  | Daniel Amorim    |     | 59’ |
| Sostituzioni:    |    |                  |     |     |
| P                | 12 | Léo Lang         |     |     |
| D                | 13 | Wisney Junio     |     |     |
| D                | 15 | Zé Vitor         |     |     |
| D                | 16 | Emerson Barbosa  |     | 79’ |
| D                | 18 | Pedro Costa      |     | 59’ |
| D                | 22 | David Junio      |     |     |
| C                | 17 | Elton Junior     |     | 75’ |
| A                | 19 | Caíque           |     | 75’ |
| A                | 21 | Fernandão        |     | 59’ |
| Allenatore:      |    |                  |     |     |
| Marcelo Chamusca |    |                  |     |     |

#### Ritorno
| Arbitro: | Murilo Francisco Misson Júnior |

|                                               |           |                                 |
| Daniel Amorim 45+4’ Matheus Frizzo 54’, 90+5’ | Marcatori | 35’ Dodô 45+3’ Eduardo Thomasel |

| Tombense | Villa Nova |

##### Formazioni
| Tombense (4-3-3) |                  |                   |       |     |
|                  |                  |                   |       |     |
| P                | 1                | Felipe Garcia     | 61’   |     |
| D                | 2                | Kevin             |       | 77’ |
| D                | 3                | Wesley            |       |     |
| D                | 4                | Roger Carvalho    | 30’   |     |
| D                | 6                | Emerson Barbosa   |       | 25’ |
| C                | 8                | Elton Junior      | 67’   | 67’ |
| C                | 23               | Bruno Silva       | 2’    |     |
| C                | 10               | Matheus Frizzo    | 90+5’ |     |
| A                | 7                | Jáderson          |       |     |
| A                | 11               | Alex Sandro       |       | 45’ |
| A                | 9                | Daniel Amorim     |       | 67’ |
| Sostituzioni:    |                  |                   |       |     |
| P                | 12               | Léo Lang          | 90+5’ |     |
| P                | 26               | Paulo Vitor       |       |     |
| D                | 13               | Wisney Junio      |       | 77’ |
| D                | 14               | Zé Vitor          |       |     |
| D                | 16               | David Junio       |       | 25’ |
| D                | 18               | Pedro Costa       |       | 67’ |
| C                | 15               | Patricio Gregorio |       |     |
| A                | 17               | Marcelinho        |       | 45’ |
| A                | 19               | Caíque            |       |     |
| A                | 20               | Luiz Fernando     |       |     |
| A                | 21               | Fernandão         |       | 67’ |
| Allenatore:      |                  |                   |       |     |
| Marcelo Chamusca | Marcelo Chamusca | Marcelo Chamusca  | 90+5’ |     |

| Villa Nova (4-3-3) |    |                   |       |     |
|                    |    |                   |       |     |
| P                  | 1  | Gabriel Parra     |       |     |
| D                  | 2  | Cleiton Silva     |       |     |
| D                  | 3  | Luizão            |       |     |
| D                  | 4  | João Vitor        | 39’   | 67’ |
| D                  | 6  | Vinício           |       |     |
| C                  | 5  | Gabriel Santos    |       |     |
| C                  | 8  | Alex Paulino      |       | 83’ |
| C                  | 10 | Dodô              |       |     |
| A                  | 7  | Léo Reis          |       | 83’ |
| A                  | 11 | Eduardo Thomasel  |       | 72’ |
| A                  | 9  | Luan              | 45+9’ |     |
| Sostituzioni:      |    |                   |       |     |
| P                  | 12 | Gabriel Maschieto |       |     |
| D                  | 13 | Santiago Sandoval |       |     |
| D                  | 14 | Thiago Balaio     |       |     |
| D                  | 15 | Renan             |       | 83’ |
| C                  | 16 | Ruan Pablo        |       |     |
| C                  | 17 | Gabriel Oliveira  |       |     |
| C                  | 20 | Michel Borges     |       | 67’ |
| C                  | 22 | Breninho          | 45+3’ | 83’ |
| A                  | 18 | Nycollas Júnior   |       |     |
| A                  | 19 | Wesley Hiago      |       | 72’ |
| A                  | 21 | Igor Oliveira     |       |     |
| Allenatore:        |    |                   |       |     |
| Cícero Júnior      |    |                   |       |     |

## Classifica marcatori
| Gol | Rigori |  | Giocatore        | Squadra      |
| --- | ------ |  | ---------------- | ------------ |
| 5   | 1      |  | Daniel Amorim    | Tombense     |
| 3   | 2      |  | Luan             | Villa Nova   |
| 2   |        |  | Matheus Frizzo   | Tombense     |
| 1   |        |  | Geovane Maurer   | Pouso Alegre |
| 1   |        |  | Paulo Henrique   | Pouso Alegre |
| 1   |        |  | Breninho         | Villa Nova   |
| 1   |        |  | Léo Reis         | Villa Nova   |
| 1   |        |  | Dodô             | Villa Nova   |
| 1   |        |  | Eduardo Thomasel | Villa Nova   |